# Žerotínský zámek
Žerotínský zámek se nachází v historickém centru Nového Jičína, které bylo roku 1967 vyhlášeno městskou památkovou rezervací. V současné době zde sídlí stejnojmenná pobočka a ředitelství Muzea Novojičínska. 

## Historie zámku
Počátky Žerotínského zámku lze klást pravděpodobně do poslední čtvrtiny 14. století, kdy pánové z Kravař (nejspíš za vlády Voka III. z Kravař) v severozápadním rohu městských hradeb vystavěli svůj kamenný hrad. V první fázi šlo o kamennou věž, která město chránila v nejcitlivějším místě hradeb. Do roku 1465 bylo dostavěno i jihozápadní křídlo navazující na věž, jehož přízemí dnes tvoří tři vysoké klenuté gotické sály. Do konce 15. století bylo zřejmě alespoň zčásti postaveno i druhé, severovýchodní křídlo hradu. Z této doby se dochoval pozdně gotický portál nebo krakorce jako pozůstatek po arkýři, které je možno vidět na druhém nádvoří.

### Za vlády pánů ze Žerotína
Celé jičínské panství (Starý a Nový Jičín) přešlo v roce 1500 do vlastnictví moravského šlechtického rodu pánů ze Žerotína, když jej společně zakoupili bratři Jan, Viktorin, Jiří, Bartoloměj a Bernart, synové Jana ze Žerotína († 1499) na Fulneku. Právě tento rod se nejvíce vepsal do podoby dnešního zámku. Patrně ještě za Viktorina († 1532) bylo do roku 1529 dostavěno severovýchodní křídlo (zahrnující dnešní Rytířský sál, Kamennou síň a Trámový sál). Za jeho nástupce Bedřicha ze Žerotína († okolo 1544) došlo v letech 1532–1541 k radikální přestavbě gotického hradu v opevněný renesanční zámek kastelového typu. V místě hradeb bylo vybudováno zcela nové západní křídlo a vznikly také renesanční konírny, které dnes tvoří přízemí jihovýchodního křídla na prvním nádvoří. Celý objekt byl vyjma koníren obehnán atikou se střílnami, na kterou byly nasazeny renesanční věžice. Přesný počet věžic není znám, nejstarší známá veduta města z roku 1729 zachycuje 6 věžic, nebylo jich však více než 12. Po smrti Bedřicha ze Žerotína v roce 1541 zřejmě došlo ke zpomalení stavebních prací a Bedřichův syn Jan ze Žerotína zámek spolu s městem a panstvím Nový Jičín – Štramberk roku 1558 prodal. Památkou na nejvýznamnější stavitele zámku je alianční znak Bedřicha ze Žerotína a jeho chotě Libuše z Lomnice vsazený do renesanční loggie na prvním nádvoří.

### Radnice a jezuité
Novým vlastníkem novojičínsko-štramberského panství se stal český král a římský císař Ferdinad I. a Nový Jičín se tak stal komorním městem. Původně mělo být panství prodáno Janu Kropáčovi z Nevědomí, nicméně Novojičínští s prodejem nesouhlasili a rozhodli se, že panství vykoupí a svěří jej do správy králi Ferdinandovi.
Od tohoto data ztratil novojičínský zámek svou rezidenční funkci. Nové uplatnění našel až na přelomu 80. a 90. let 16. století, kdy císař Rudolf II. v roce 1586 povolil užívání zámku pro potřeby radnice, ke kterému definitivně došlo v roce 1593. Za tímto účelem vznikla přístavba na severním konci severovýchodního křídla (dnes se v patře nachází edukační místnost za Trámovým sálem).
Po porážce stavovského povstání, kterého se Nový Jičín zúčastnil, bylo město i s panstvím svěřeno do správy jezuitského konviktu v Olomouci. Jezuité na zámku zřídili centrum úřední správy panství. Do období třicetileté války se datuje jedna z nejvýznamnějších návštěv v historii zámku. V srpnu roku 1637 zde přenocoval polský král Sigismund IV. Vasa se svou snoubenkou, rakouskou arcivévodkyní Cecilií Renatou, na cestě do Polska.
Jezuité vnější podobu zámku příliš neovlivnili. Za jejich správy proběhly spíše drobné a nezbytné úpravy, jako například po požáru zámku v roce 1680. V tomto období proběhla adaptace objektu na sýpky, kanceláře a byty pro úřednictvo spravující panství. Nejvýznamnějším stavebním zásahem byla výstavba patra nad renesančními konírnami, kdy celé patro sloužilo jako bytová jednotka (dnes je zde instalována expozice Ve znaku zavinuté střely I). Patrně z té doby pochází fresková výmalba "Tereziánského" sálu, ve kterém jsou vystavena umělecká díla novojičínského baroka.

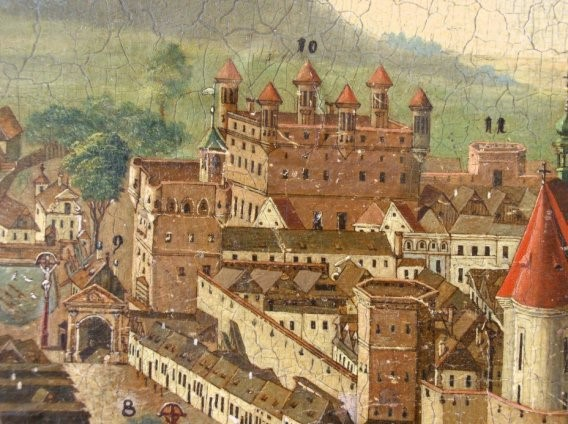
Detail zámku z veduty Ignáce Čapka, zachycující Žerotínský zámek za správy jezuitů v roce 1744.

Během jezuitské vlády přenesla radnice své působiště zpět do města. Nejprve byli v roce 1624 ze zámku vyhnáni konšelé, načež městská správa sídlila vždy v domě stávajícího purkmistra. Vzhledem k neúnosnosti tohoto stavu byly ve 40. letech 17. století městské radě propůjčeny dvě místnosti na zámku k užívání. Slíbenou novou radnici jezuité městu předali až roku 1659.

### Tereziánská vojenská akademie
Zrušení jezuitského řádu roku 1773 zapříčinilo rychlé změny ve střídání majitelů. Nejprve přešel zámek i s pozemky do zemského vlastnictví, posléze jej krátce držel šlechtický ústav v Olomouci (1777–1778) a šlechtická nadace v Brně. Roku 1781 se stala vlastníkem Tereziánská vojenská akademie. Krátce zde v letech 1779–1796 působil rovněž vojenský špitál.
Tereziánská akademie na rozdíl od jezuitů významně pozměnila vzhled i vnitřní dispozice zámku. V období 30. let 19. století až do roku 1869 probíhala generální rekonstrukce celého objektu. Nejvíce se na současné podobě zámku podílel novojičínský stavitel Ignác Kloss, který vedl rekonstrukci v letech 1836–1869. Byly upraveny vnitřní prostory, postavena dvě schodiště, položeny nové střechy, nahozeny nové omítky, vzniklo také levé rameno vnějšího schodiště na I. nádvoří. Nejvýraznější změnou však bylo odstranění renesančních fortifikačních prvků – atiky a zbývajících věžic. Na nejstarším snímku zámku z roku 1865 jsou viditelné jak atiky, tak čtyři věže. Po Klossově stavebním zásahu byly ponechány pouze dvě velké věžice na severním konci západního křídla (dnes administrativní křídlo muzea) s torzem atiky a malá věžička s celou atikou v severovýchodním křídle, která je viditelná z I. nádvoří. I tato část fasády byla Klossem upravena – v atice zazdil střílny a přidal na ni obloučkový vlys odkazující k románské architektuře.

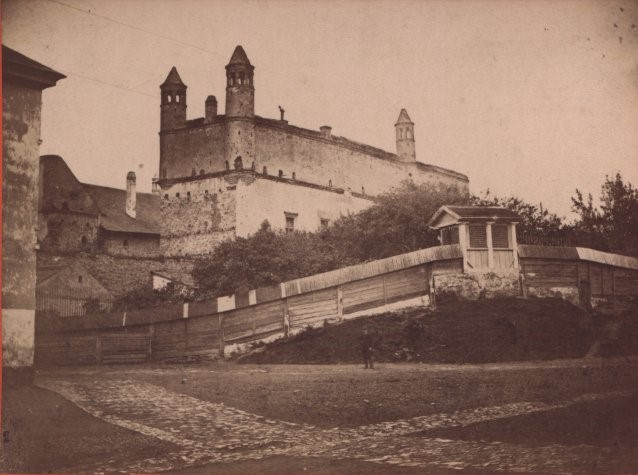
Nejstarší známá fotografie zámku z roku 1865, na které jdou vidět zatím nezbořené atiky a zbývající věže.

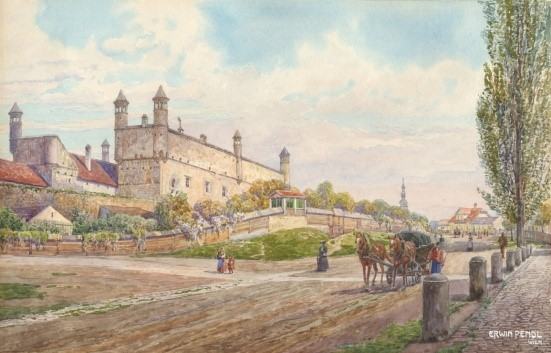
Silně idealizovaný akvarel Žerotínského zámku od malíře Erwina Pendla vycházející z fotografie z roku 1865.

Nejvýznamnějšími hosty na samém sklonku působení Tereziánské akademie na zámku byli arcivévoda Karel, budoucí císař Karel I., se svou manželkou Zitou Bourbonsko-Parmskou. Manželé strávili na zámku noc v inspekčních pokojích akademie z 12. na 13. března 1912. Mladý následník trůnu tehdy jel na inspekční cestu se svým 7. plukem dragounů z Brandýsa nad Labem do rakouské Haliče.

### 20. století a současnost
Po vyhlášení Československé republiky nemohla vojenská akademie na zámku nadále působit. Roku 1925 byl zámek i s pozemky jako nadační velkostatek Nový Jičín přičleněn do nadace hraběte Straky pod dohledem ministerstva školství a národní osvěty. V období první republiky působila v několika místnostech škola. Vzhledem ke zchátralosti objektu se ve druhé polovině 30. let 20. století dokonce uvažovalo o částečné nebo i úplné demolici zámku, ke které naštěstí nedošlo.
Po mnichovské dohodě v roce 1938 se Nový Jičín stal součástí nacistické třetí říše. V roce 1940 se pak majitelem zámku stalo město a plánovalo sem přemístit Muzeum Kravařska. V období nacistické okupace byly na zámku provedeny poslední výraznější stavební úpravy – byly zbořeny domky pro služebnictvo na I. nádvoří a jihovýchodní křídlo zámku získalo nové patro (dnes expozice Nechte na hlavě). Také byly odstraněny převážně barokní příčky a znovu odhaleny klenby v místnostech severovýchodního křídla, svou víceméně současnou podobu tak získal Rytířský sál a Kamenná síň. Na II. nádvoří byla nově osazena kamenná pseudorenesanční ostění oken.
Po skončení druhé světové války byl plně realizován plán zřídit v budově zámku muzeum. Na přelomu 60. a 70. let 20. století prošel objekt generální rekonstrukcí. Při ní byly zbořeny budovy uzavírající vstupy na I. a II. nádvoří, vznikla novodobá zeď tvořící vstup na II. nádvoří. Ve slepém patře severovýchodního křídla byla vytvořena velkoryse pojatá Nová galerie.
Významným počinem byla ve druhé polovině 90. let 20. století i rekonstrukce renesančního Trámového sálu, od období baroka až do poloviny 20. století rozděleného na menší místnosti. Během oprav byla na trámech částečně restaurována barokní výmalba ze 17. století s motivy vinné révy.
Na začátku 21. století prošlo jihovýchodní křídlo radikální úpravou, při které byly zcela vyměněny stropy v prvním patře, došlo k objevu a následnému restaurování dobové výmalby v jednom z pokojů. Ve druhém patře byla zřízena stálá expozice muzea klobouků Nechte na hlavě. O dekádu později byla veřejnosti zpřístupněna část bývalých inspekčních pokojů vojenské akademie s rekonstruovanou dobovou výmalbou z druhé poloviny 19. století a částečně zachovanou podlahou. V těchto prostorách se dnes nachází stálá expozice Ve znaku zavinuté střely II.

## Historie muzea
Prvním nepřímým předchůdcem dnešního Muzea Novojičínska bylo tak zvané školní Kattauerovo muzeum, fungující mezi lety 1849–1861 jako sbírka určená k vystavování v budově Zemské reálky a později už jako plnohodnotné muzeum v letech 1861–1875 v novojičínské radnici. V roce 1875 bylo v souvislosti s Hasnerovým školským zákonem z roku 1869 muzeum městskými radními zrušeno a většina jeho sbírek byla přerozdělena mezi novojičínské školy.
Roku 1887 bylo založeno Městské muzeum v Novém Jičíně. Vzniknout mohlo i díky cenným sbírkám dvou novojičínských občanů, které byly ještě před jeho založením darovány městu. První sbírku mineralogie a štramberských fosilií věnoval v roce 1882 místní farář a děkan Josef Prorok. Druhou významnou sbírku mexické a středomořské přírodovědy a etnografie městu daroval roku 1884 Dominik Bilimek, spoluzakladatel a kustod Mexického národního muzea. Městské muzeum původně sídlilo v budově Zemské reálky (dnešní Mendelova střední škola). Převážně přírodovědné zaměření muzea se po roce 1905 změnilo na vlastivědné a etnografické.
Během 30. let 20. století se muzeum začalo orientovat stále více nacionalisticky. Koncem 30. let přišel návrh na přesunutí muzea do budovy zámku, uskutečněn byl již za německé okupace v letech 1939–1940, kdy zámek zakoupilo město. Německé vedení města a muzea přistoupilo k adaptačním úpravám na budově zámku, vzhledem k vývoji válečných událostí však došlo pouze k částečné realizaci plánovaných expozic. Co se týče stavebních změn, proběhlo přistavění patra jihovýchodního křídla (dnešní expozice Nechte na hlavě) a byly odbourány příčky a odhaleny klenby v Rytířském sále a Kamenné síni. Fasádu druhého nádvoří ozdobilo novodobé osazení některých oken pseudorenesančním ostěním. Byly zároveň odkryty starší kamenné prvky, jako třeba ostění původních oken nebo pozdně gotický portál.
Po druhé světové válce byl muzejní živel v zámku obnovený až v roce 1949, kdy zde bylo založeno Muzeum kloboučnictví ve spolupráci s n. p. TONAK, zahrnující kloboukovou sbírku Otokara Hraběte, redaktora Kloboučnických listů, která byla zaměřená na pokrývky hlavy významných českých osobností. Tato signifikantní expozice Žerotínského zámku, která je s muzeem spjatá přes 70 let, byla prozatím třikrát reinstalována: v letech 1967, 1983 a 2000. V roce 1953 bylo nezávisle na Kloboučnickém muzeu otevřeno Muzeum Kravařska, od roku 1954 označované jako Okresní muzeum Novojičínska (v roce 1963 přejmenované na Vlastivědný ústav Nový Jičín, spravující všechna okresní muzea na Novojičínsku, od roku 1979 Okresní vlastivědné muzeum v Novém Jičíně a od roku 2003 působící pod současným názvem Muzeum Novojičínska). Roku 1959 došlo ke sloučení okresního i kloboučnického muzea.
Vedle dominantní kloboukové expozice byly během minulého režimu v prostorách Žerotínského zámku instalovány expozice přírodovědy (do 1956), betlémů (do 1958) nebo zámecká expozice, která byla roku 1975 nahrazena dobově poplatnou expozicí revolučních bojů dělnické třídy. Po sametové revoluci zde byly například otevřeny expozice Historie Nového Jičína – Od počátku města k základům průmyslové společnosti (1991) a v letech 2002–2007 Zámecký interiér v období biedermeieru.
Ze současných expozic byla v prosinci 2000 nejprve otevřena stálá expozice Nechte na hlavě, představující na 600 pokrývek hlavy od poloviny 19. do konce 20. století. V září 2008 nahradila expozici Zámecký interiér v období biedermeieru první část expozice dějin města Ve znaku zavinuté střely (historie hradu Starý Jičín, vznik města, události třicetileté války, správa města a religiózní umění doby baroka). Roku 2010 byla otevřena druhá část historické expozice Ve znaku zavinuté střely II, která láká návštěvníky nejen na prohlídku cenných exponátů, mimo jiné nejstaršího dochovaného parního stroje v ČR, obrazů malířů Eduarda Veitha a Hugo Baara nebo etnografické části popisující zaniklý region Kravařsko, ale také tří místností s rekonstruovanou dobovou výmalbou z časů Tereziánské vojenské akademie.

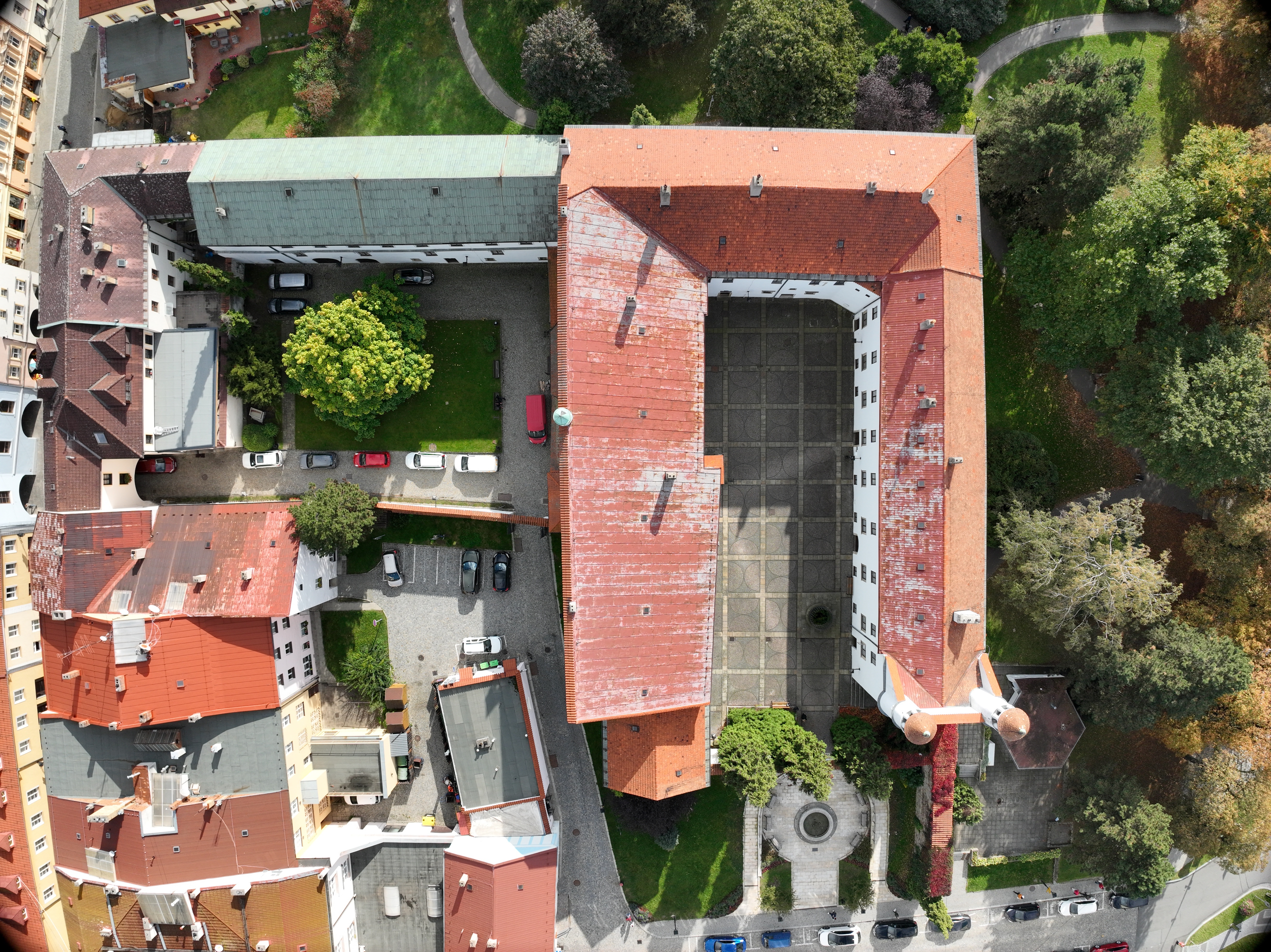
Letecký snímek zachycující půdorys písmene F Žerotínského zámku.

## Pobočka Muzea Novojičínska

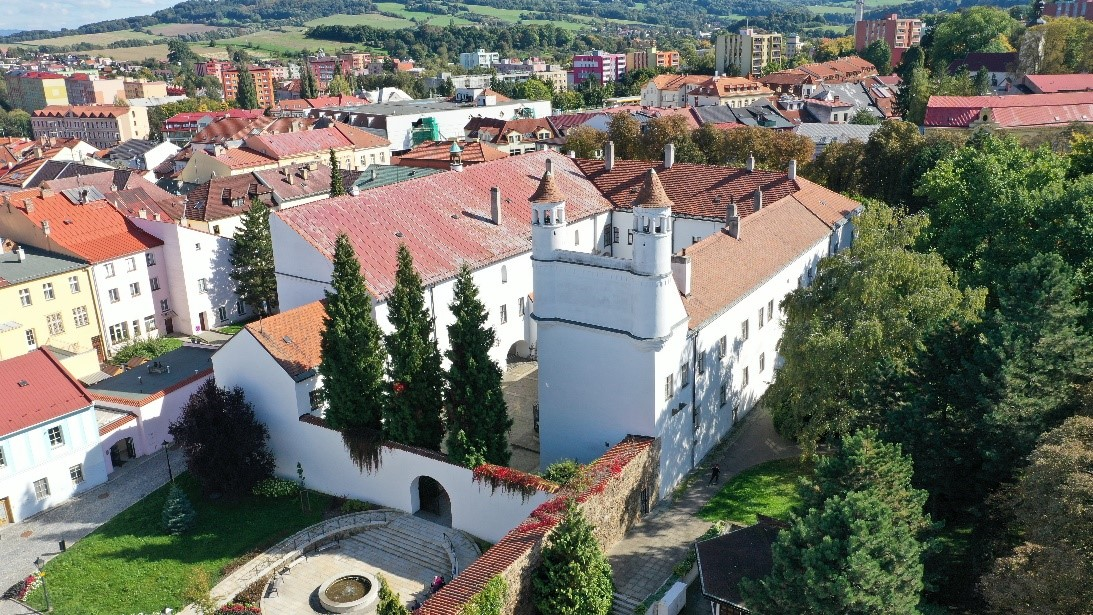
Pohled na Žerotínský zámek v současnosti od severozápadu.

Žerotínský zámek je renesanční čtyřkřídlou stavbou postavenou na půdorysu písmene F. Dnes se v něm nachází stejnojmenná pobočka Muzea Novojičínska, které jako organizace rovněž sídlí v zámku a kromě Žerotínského zámku spravuje osm dalších poboček (Zámek Kunín, Zámek Nová Horka, Muzeum Tatra Kopřivnice, Muzeum Šipka Štramberk, Rodný dům Františka Palackého Hodslavice, Svět Komenského Fulnek, Centrum tradičních technologií Příbor, Muzeum Frenštát pod Radhoštěm).
Muzeum sídlící v Žerotínském zámku v Novém Jičíně nabízí návštěvníkům tři stálé expozice věnované historii města a dějinám kloboukové módy a aktuální výstavy, které je možné navštívit samostatně. Pro mateřské, základní a střední školy nabízí pestrou nabídku edukačních programů (např. Od písmene ke knížce, Dámou a pánem v každé době, Vánoce ve městě, Masopust už nastal, Velikonoce, Jak se peče chleba).
Žerotínský zámek pravidelně pořádá pro širokou veřejnost v době adventu Mikulášský jarmark a také Čarodějnou muzejní noc, která probíhá 30. dubna. Od roku 2015 se každý podzim koná Muzejní škola (nejen) pro seniory, sestávající z devíti vlastivědných přednášek odborníků působících v Muzeu Novojičínska nebo ze spřátelených institucí. Poslední setkání bývá spojeno s výletem na některou z poboček Muzea Novojičínska, kde studenti obdrží vysvědčení.
Vedle přednášek pro veřejnost byly od roku 2021 postupně zavedeny etnograficky zaměřené kurzy Pobaby (dřívější forma sousedské výpomoci, zejména mezi ženami v zimním období) a Lidové taneční, věnující se tancům z regionů Kravařska, Lašska a Valašska.
K výstavám bývají pořádány vernisáže, komentované prohlídky a edukační programy. Jedinečnou příležitostí prohlédnout si muzeum zdarma bývá Mezinárodní den muzeí, konaný vždy 18. května, a Slavnost města Nový Jičín, která se koná počátkem září. Při nich mohou návštěvníci zažít „ochutnávku“ z činnosti edukátorů muzea a jeho nabídky pro školy a veřejnost.

### Stálé expozice

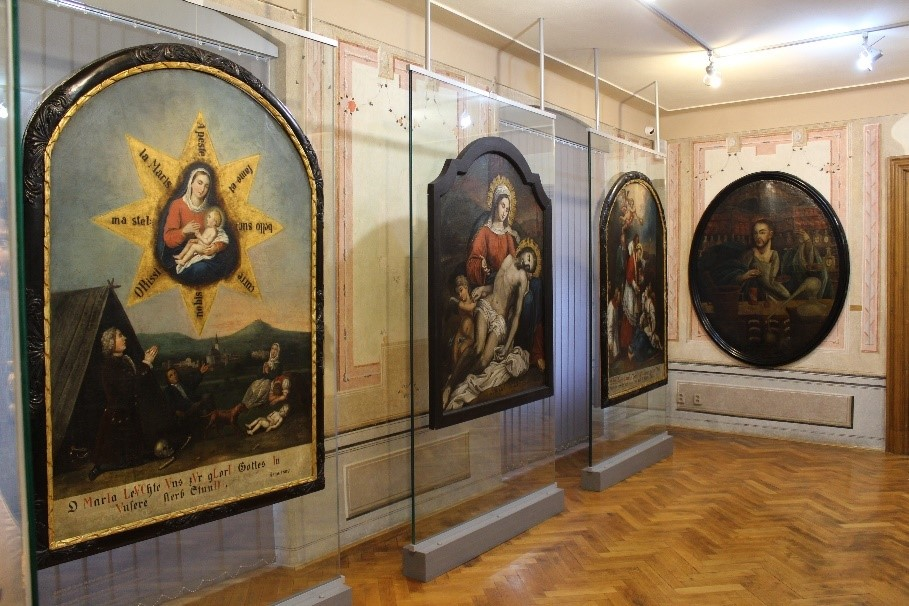
"Tereziánský“ freskový sál s barokními obrazy, expozice Ve znaku zavinuté střely I.

#### Ve znaku zavinuté střely I
Expozice Ve znaku zavinuté střely je koncipována jako dvoudílný průvodce dějinami města a regionu. První část zachycuje období od přelomu 12. a 13. století, kdy byl založen hrad a tržní osada Starý Jičín coby přímý předchůdce města, až po druhou polovinu 18. století, dobu vlády jezuitského řádu ve městě. Expozice představuje návštěvníkům archeologické nálezy, veduty města, vzácné obrazy z muzejních sbírek nebo městské pečetidlo či kostelní zvon. Expozice je zakončena galerií náboženského umění z období vrcholného a pozdního baroka, která je instalována do dobových prostor „Tereziánského“ freskového sálu.

#### Ve znaku zavinuté střely II

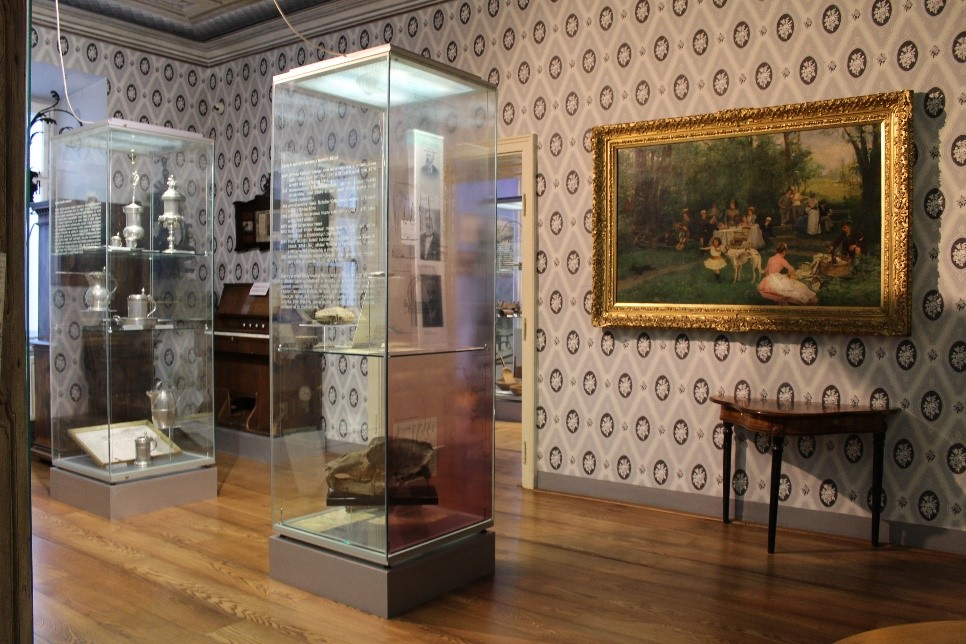
Vstupní místnost expozice Ve znaku zavinuté střely II.

Druhá část historické expozice je časově rozkročena mezi „dlouhé“ 19. století a politicky neklidné 20. století. První část se věnuje počátkům podnikání v Novém Jičíně a zároveň období, kdy pomalu zanikal cechovní systém. Druhá část popisuje historický region Kravařska (něm. Kuhländchen), jehož přirozeným centrem byl Nový Jičín a který byl až do druhé poloviny 40. let 20. století obýván převážně moravskými Němci. Zbylou část expozice je možno chápat jako galerii a pamětní místnosti významných osobností, jež se zapsaly do historie města.

#### Nechte na hlavě

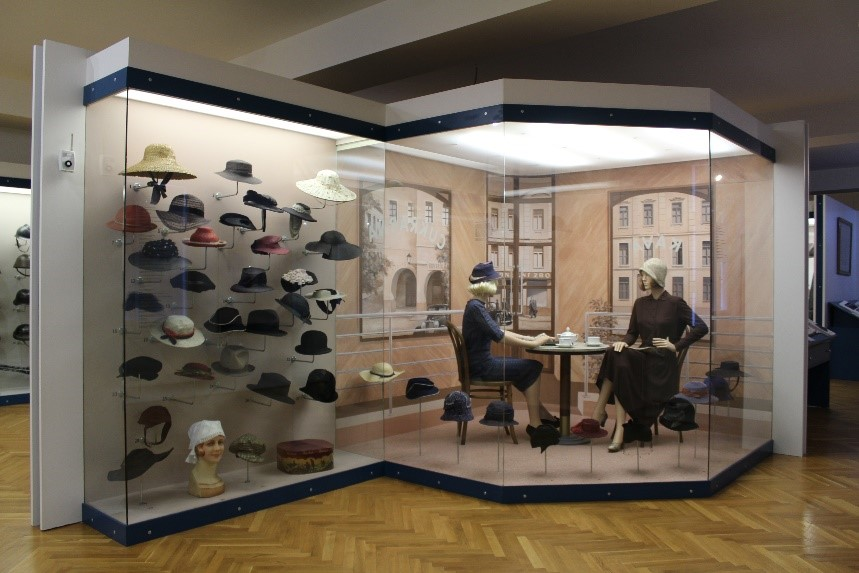
Dioráma zachycující návštěvu kavárny ve 30. letech 20. století v expozici Nechte na hlavě.

Stálá expozice Nechte na hlavě představuje unikátní kolekci téměř 600 pokrývek hlavy od poloviny 19. století po konec 20. století. Unikátnost expozice spočívá i v tom, že většina pokrývek hlavy byla vyrobena v Novém Jičíně. Expozice je zaměřena zejména na vývoj módy, přičemž část je pojata ve scénických celcích. Návštěvníci si tak mohou prohlédnout třeba dioráma odehrávající se v kavárně v době 30. let 20. století.